# 2-й Южнокаролинский пехотный полк
2-й Южнокаролинский пехотный полк (2nd South Carolina Infantry) представлял собой один из пехотных полков армии Конфедерации во время Гражданской войны в США. Он сражался в основном в составе Северовирджинской армии. Полк участвовал к первом сражении при Булл-Ран, во всех сражениях на востоке до Геттисберга, потом был переброшен на запад и сражался при Чикамоге, снова вернулся на восток и прошёл Оверлендскую кампанию, кампанию в долине Шенандоа, затем сражался в Южной Каролине и сдался вместе с Теннессийской армией 26 апреля 1865 года.

## Формирование
2-й пехотный полк, известный также как «2-й Пальметто полк» был сформирован около Ричмонда, Вирджиния. Он был взят на службу штата 9 апреля 1861 года сроком на 12 месяцев. 22 мая 1861 года он был принят на службу в армию Конфедерации. Его роты были набраны в Коламбии, Кэмдене и Чарльстоне и в округах Самтер, Ричланд, Гринвиль, Кершоу и Ланкастер. Еще 2 февраля 1861 года полковником полка был назначен Джозеф Кершоу. Подполковником стал К. Джонс, майором — Артемис Гудвин.

## Ротный состав
- Рота A — (Governor’s Guards) — округа Пикенс и Ричланд.
- Рота B — (Butler’s Guards) — округ Гринвиль
- Рота C — (Columbia Grays) — округ Ричланд
- Рота D — (Sumter Guards или Sumter Volunteers) — округ Самтер
- Рота E — (Camden Volunteers или Camden Light Infantry) — округ Камден и округ Кершоу
- Рота F — (Secession Guard) — округ Андерсон и округ Аббевиль
- Рота G — (Flat Rock Guards) — округ Кершоу
- Рота H — (Lancaster Invincibles) — округ Ланкастер
- Рота I — (Palmetto Guards) — округ Чарльстон и округ Бьюфорд
- Рота K — (Brooks Guards Volunteers) — округ Чарльстон

## Боевой путь

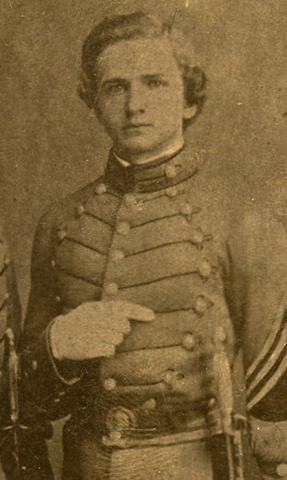
Франклин Джиллард

В июле 1861 года полк был направлен к Манассасу и включён в бригаду Милледжа Бонема. 21 июля он принял участие в первом сражении при Булл-Ран, где было убито 5 человек, ранено 6 офицеров и 37 рядовых.
13 февраля 1862 года полковник Кершоу получил звание бригадного генерала, а звание полковника было присвоено капитану роты Е, Джону Кеннеди, будущему вице-губернатору Южной Каролины. 13 мая майор Гудвин стал подполковником, а капитан Франклин Джиллард (рота А) стал майором.
Летом полк числился в бригаде Кершоу, в дивизии Маклоуза. Он был переброшен на Вирджинский полуостров и принял участие в сражении при Саваж-Стейшен 29 июня. В этом бою был потерян 61 человек из 338 задействованных. Ранен был и подполковник Годвин. 1 июля полк, численностью 203 человека, сражался при Малверн-Хилл, где был потерян 41 человек.
Бригада Кершоу не участвовала в Северовирджинской кампании, находясь под Ричмондом, но в начале сентября присоединилась к армии и участвовала во вторжении в Мериленд. 17 сентября полк участвовал в сражении при Энтитеме. Утром того дня полк перешёл Потомак, сделал привал на окраине Шарпсберга до 09:00, затем занял позицию на плато у Данкер-Чеч, откуда атаковал части II и XII федеральных корпусов. Бригада пыталась выбить дивизию Грина с высот у Хагерстаунской дороги, но эта атака была отбита с тяжелыми потерями и бригада отошла в лес Вест-Вуд. В этом сражении полк потерял 94 человека из 253-х задействованных. Полковник Кеннеди был ранен на Хагерстаунской дороге и командование принял майор Джиллард.

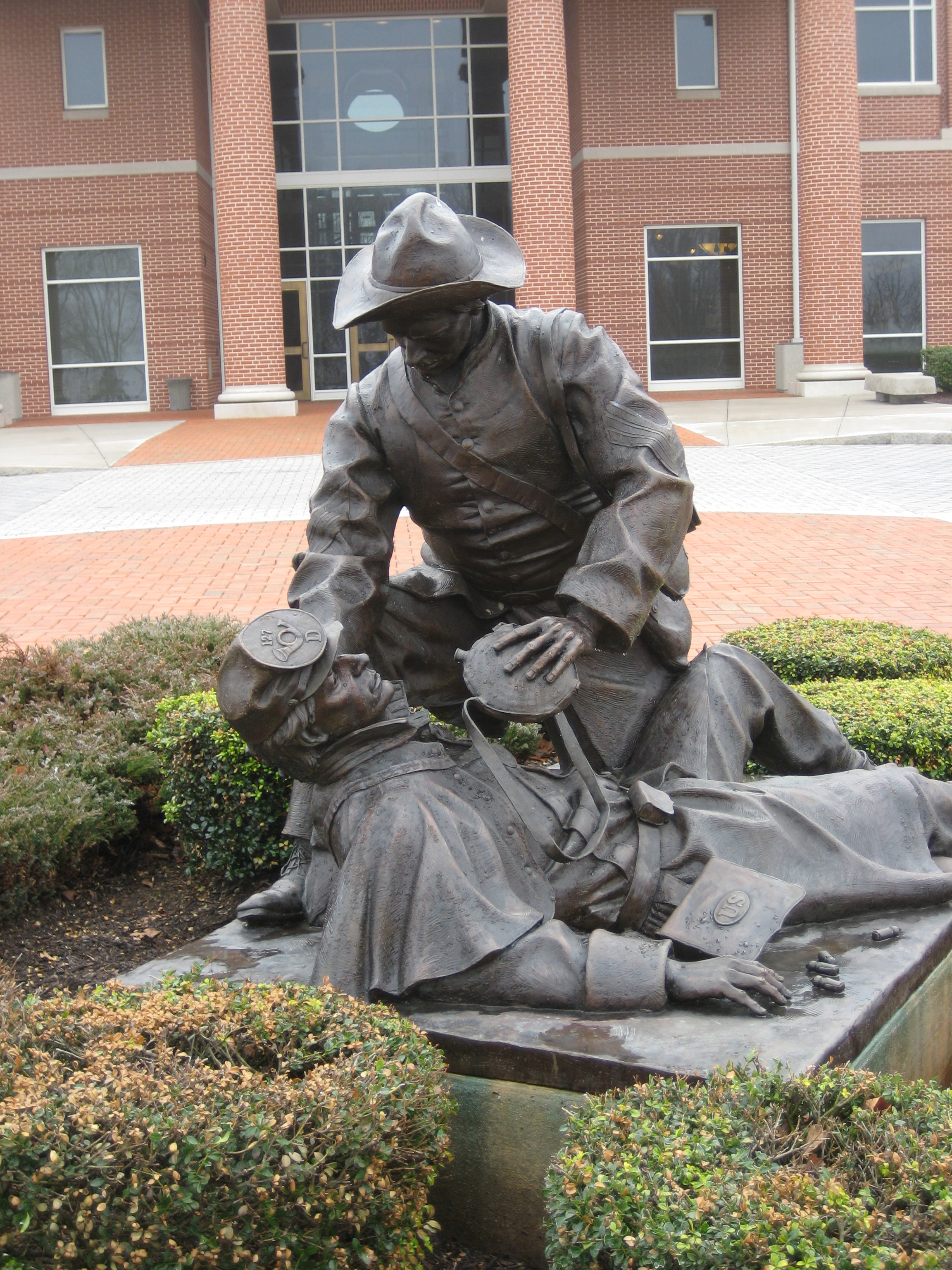
Памятник Киркланду во Фредериксберге

Осенью 1862 года полк участвовал в сражении при Фредериксберге, где был ранен майор Джиллард, но полк существенных потерь не понёс. В этом сражении получил известность Ричард Киркланд, который после боя у каменной стены у подножия Высот Мари проявил акт милосердия, помогая тяжелораненым солдатам противника. В 1965 году в честь Киркланда во Фредериксберге были установлены бронзовые памятники работы скульптора Феликса де Велдона.
Весной 1863 года бригада Кершоу присутствовала на поле боя при Чанселорсвилле и при Салем-Чёч, но в бой введена не была и не понесла потерь.
3 июня подполковник Гудвин покинул армию из-за ранений, полученных при Саваж-Стейшен и звание подполковника было присвоено майору Джилларду.
Во время сражения при Геттисберге в июле 1863 года 2-й южнокаролинский участвовал в боях у фермы Блисса, в боях за Персиковый сад и в боях на Пшеничном поле. Полк потерял 52 человека убитыми, 100 ранеными и 17 пропавшими без вести из 412 человек, задействованных в сражении. Полковник Кеннеди был ранен и командование принял подполковник Джиллард.